# Biscuits and gravy

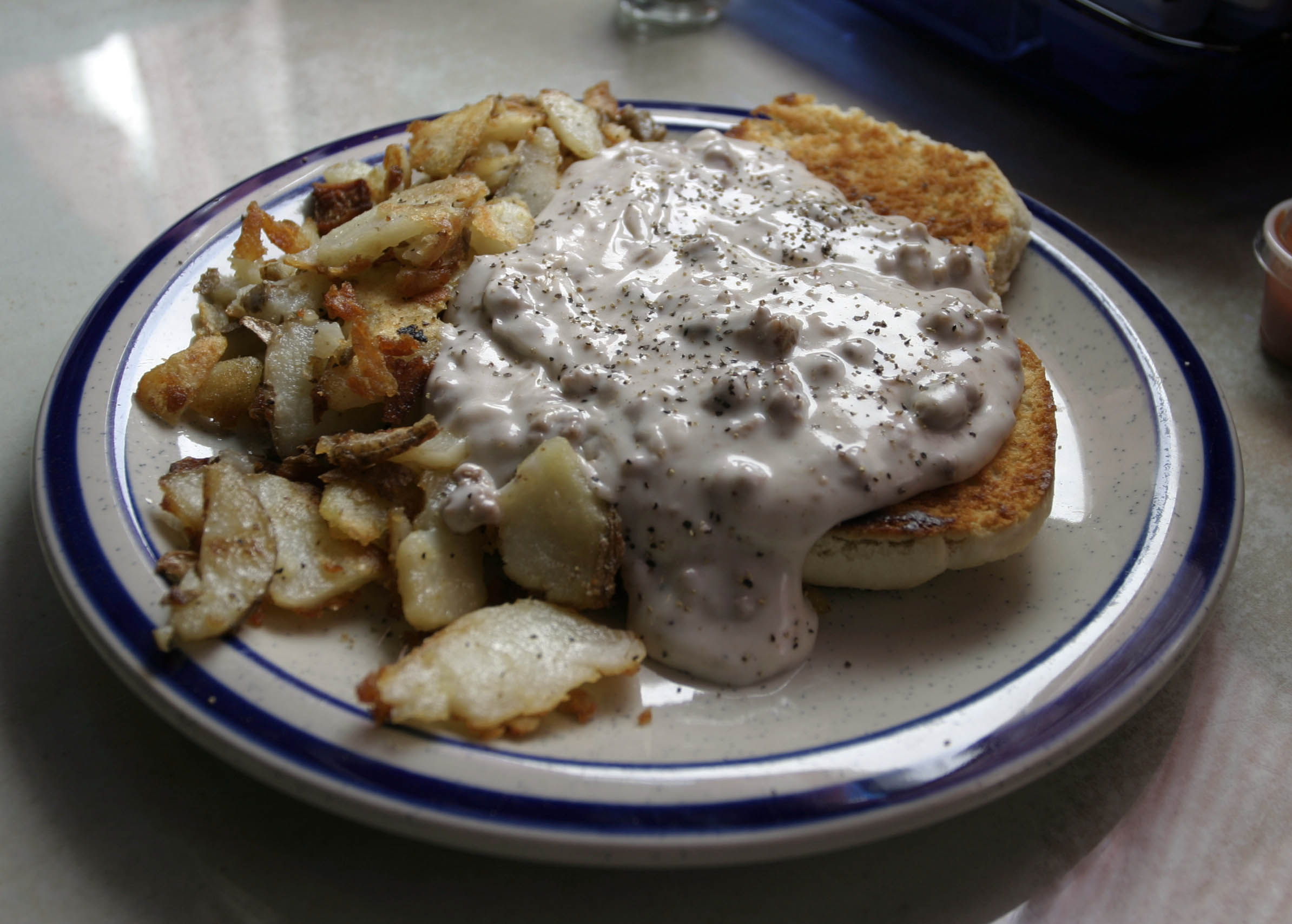
Plat de biscuits and gravy, accompagné de frites maison.

Le biscuits and gravy est un petit déjeuner populaire aux États-Unis, en particulier dans le Sud. Le plat consiste en des biscuits à pâte molle recouverts d'une sauce à la viande faite à partir de jus de saucisses de porc cuites, de farine blanche, de lait et souvent (mais pas toujours) de morceaux de saucisses, de bacon, de bœuf haché ou d'autres viandes. La sauce est souvent aromatisée au poivre noir.

## Histoire
Ce repas est apparu comme un plat régional distinct après la guerre d'indépendance américaine (1775-1783), lorsque les stocks de denrées alimentaires étaient insuffisants. Le petit déjeuner était nécessairement le repas le plus substantiel de la journée dans le Sud pour une personne devant affronter une journée de travail dans les plantations. De plus, le manque de provisions et d'argent signifiait qu'il devait être bon marché.
On trouve des chaînes de restaurants spécialisées dans les biscuits et la sauce en Virginie, au Tennessee, en Caroline du Nord, où se trouve Biscuitville, et en Virginie-Occidentale, où se trouve le Tudor's Biscuit World.

## Variantes
La tomato gravy est une sauce blanche mélangée à des tomates concassées ou en dés.